# Synagoge (Braunsbach)

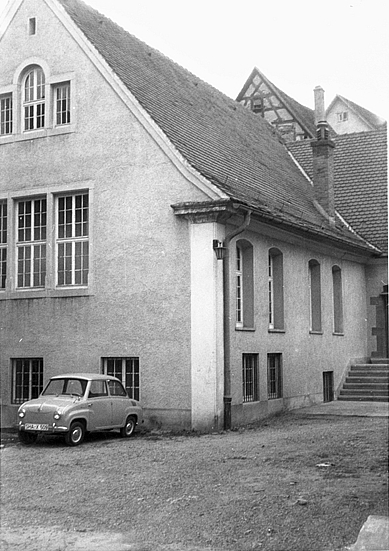
Synagogengebäude in Braunsbach in den 1950er Jahren (Foto: Landesarchiv Baden-Württemberg)

Die Synagoge in Braunsbach, einer Gemeinde im Landkreis Schwäbisch Hall im Norden Baden-Württembergs, wurde 1732 errichtet. Die Synagoge stand an der heutigen Geislinger Straße 9.

## Geschichte
Ende des 17. Jahrhunderts fanden Gottesdienste in einem Privathaus statt. Anfang des 18. Jahrhunderts stieg die Zahl der jüdischen Einwohner auf 109 Personen, weshalb der bisherige Betsaal nicht mehr ausreichte. Die im Jahr 1732 eingeweihte neue Synagoge hatte ein hohes Tonnengewölbe und Korbbogenfenster. 
Im Laufe ihrer Geschichte wurde die Synagoge mehrfach renoviert, zum letzten Mal im Jahr 1928, als die jüdische Gemeinde nur noch aus 65 Personen bestand. 
Beim Novemberpogrom 1938 wurde der Polizeiposten in Braunsbach am 10. November gegen 4.30 Uhr morgens vom Kreisleiter der NSDAP darüber informiert, dass in einer halben Stunde die Synagoge brennen würde. Der Ortspolizist wies auf die Gefährdung des eng bebauten Viertels hin, doch konnte er die aus Schwäbisch Hall anrückenden SA-Männer nicht aufhalten. Sie verschafften sich gewaltsam Zutritt zur Synagoge und zerschlugen die gesamte Inneneinrichtung. Die Torarollen wurden zerrissen, Ritualien und anderes Inventar wurden auf die Straße und in den Orlacher Bach geworfen. 
Im Jahr 1945 beschlagnahmten die Alliierten das Synagogengebäude und übergaben es der Jewish Restitution Successor Organization (JRSO) in New York. Die IRSO verkaufte das Gebäude 1952 an die Gemeinde Braunsbach, die es im selben Jahr zu einer Turn- und Festhalle umbauen ließ. Dazu wurde ein Bühnenraum vorgebaut. Im Jahr 1984 wurde das Synagogengebäude in den Neubau der Burgenland-Halle miteinbezogen, der Bühnenraum der 1950er Jahre wurde abgebrochen. Der ehemalige Synagogenraum ist seitdem Bühnenraum der Festhalle. 
Die Mikwe (rituelles Bad) im Untergeschoss der Synagoge ist nicht mehr erhalten.